# Dudleya farinosa
Dudleya farinosa – gatunek roślin z rodziny gruboszowatych. Jest to sukulent rosnący na urwiskach skalnych wybrzeża nadmorskiego w południowo-zachodnim Oregonie oraz w północnej i środkowej Kalifornii.

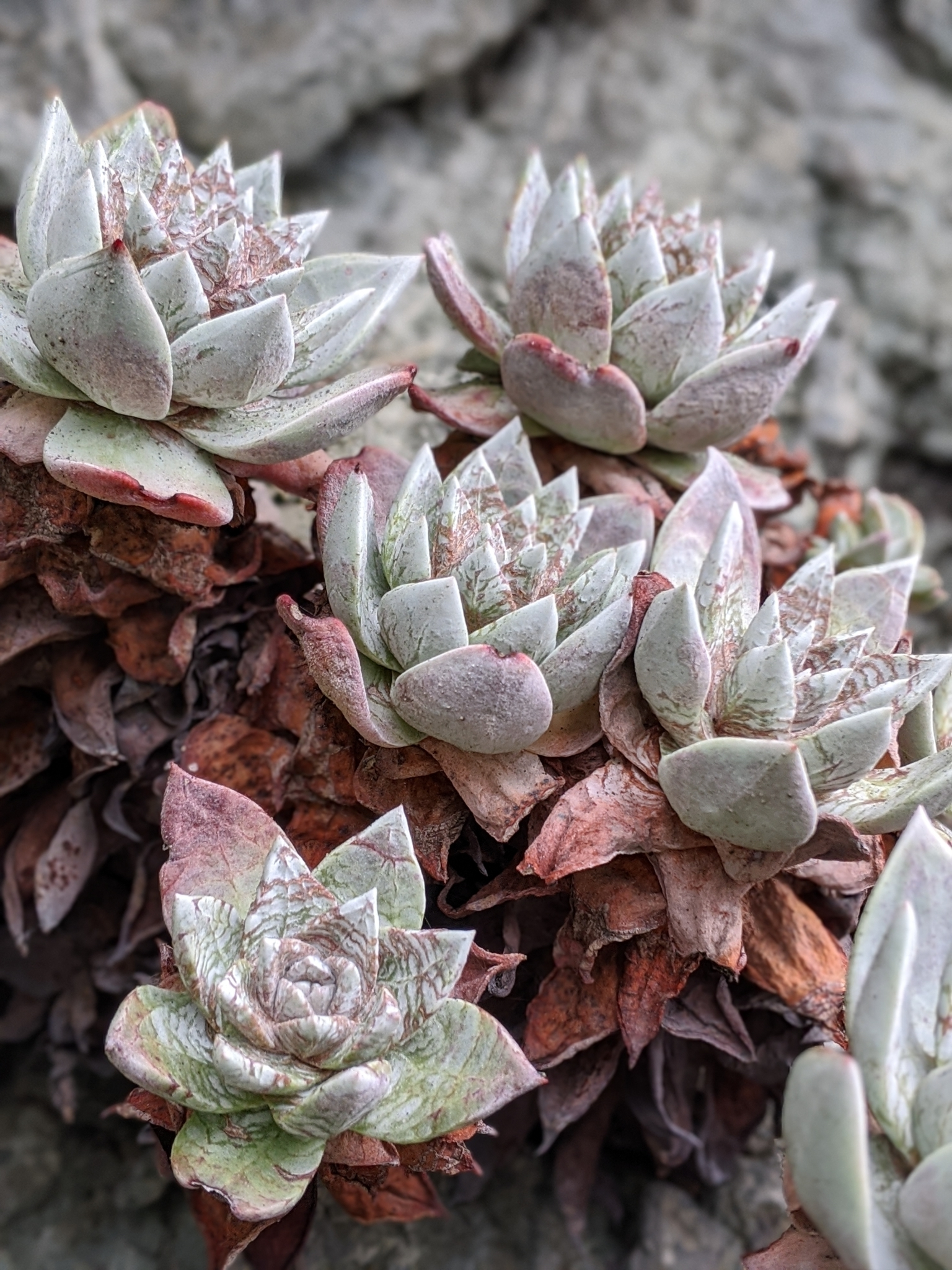
Rozety liściowe

## Morfologia
Liście mięsiste, zebrane w rozetę, zwykle koloru błękitno-szaro-białego. Kwiatostany z żółtymi kwiatami.